# Gerhard Haas (Zoologe)
Gerhard Haas (* 26. Juni 1923 in Sulzburg; † 16. Mai 2006 in Staufen im Breisgau) war ein deutscher Zoologe und Autor. Er war von 1967 bis 1988 Direktor des Zoologischen Gartens in Wuppertal.

## Leben
Haas studierte Zoologie, Botanik und Geologie an der Universität Freiburg im Breisgau und promovierte 1955 zum Dr. rer. nat. Ab 1955 war er wissenschaftlicher Mitarbeiter bei Bernhard Grzimek in Frankfurt. Danach kam er 1959 als wissenschaftlicher Mitarbeiter an den Zoo Wuppertal. Am 1. Juni 1967 übernahm er die Leitung des Zoos und trat die Nachfolge von Richard Müller an, der 1950 bis 1967 Direktor des Zoos war.
Unter Haas’ Leitung wurde 1970 das Großkatzenhaus neu erbaut und 1971 die Pinguinanlage eröffnet. Das Menschenaffenhaus wurde 1978 erbaut. Auch der alte Bärenzwinger, die Ibisvoliere, die Anlagen für Kleine Pandas und Erdmännchen, Wölfe, Fischotter, Biber und Geparde und ein neues Aquarium und Terrarium wurden unter seiner Amtszeit errichtet. Er widmete sich besonders der Ausbildung des Tierpflegernachwuchses, war viele Jahre Vorsitzender des Prüfungsausschusses und amtierte 1983 und 1984 als Präsident des Verbands Deutscher Zoodirektoren. Außerdem war er Mitglied in der Internationalen Union der Direktoren Zoologischer Gärten.
Am 30. Juni 1988 ging Haas in den Ruhestand und lebte bis zu seinem Tode in Staufen im Breisgau.

## Werke
- Zoologischer Garten der Stadt Wuppertal (Hrsg.): Wegweiser durch den Zoologischen Garten der Stadt Wuppertal. Wuppertal (1968, 1969 und 1970, Vignetten von Martha Schmetz).